# 地獄楽
『地獄楽』（じごくらく）は、賀来ゆうじによる日本の漫画。『少年ジャンプ+』（集英社、以下『J+』）において、2018年1月22日から2021年1月25日まで毎週月曜更新で連載された。

## 概要
賀来にとって2作目の連載作品。江戸時代後期、死罪人・画眉丸らが不老不死の仙薬を探しに向かう忍法浪漫。美麗かつ悲壮感あふれるタッチで、過酷な状況下の力強い人間ドラマを描き、『J+』の人気作品となった。
2018年11月、『地獄楽』原画展が開催された。『週刊少年ジャンプ』（集英社）2018年36・37合併号と2019年28号に出張掲載された。2019年3月4日（49話）と2020年8月24日（番外編）ではキャラクター人気投票の第1回と第2回の結果がそれぞれ発表された。2019年9月、小説版が発売された。2020年には『J+』でおおはしによるスピンオフ『じごくらく 〜最強の抜け忍 がまんの画眉丸〜』が連載された。2020年8月 - 9月には、『地獄楽』大原画展が開催された。
連載終了後は、テレビアニメ化および舞台化がそれぞれ発表されている。
2023年4月8日、テレビアニメの放送開始を記念し、特別編の読み切り「勿怪の森」を『J+』に掲載。

## あらすじ
江戸時代末期となる頃、かつて最強の忍として畏れられた画眉丸は、死罪人として囚われていた。そんな中、打ち首執行人・山田浅ェ門佐切に極楽浄土と噂される島から「不老不死の仙薬」を持ち帰れば無罪放免になり、誰からも二度と追われなくなると告げられる。画眉丸は「愛する妻にもう一度会うため」に、仙薬探しの道を選ぶ。無罪放免を求める他の死罪人達やそれに同行する山田一門と、一見美しいが恐ろしい化物の住む謎の島で仙薬を巡る戦いが行われる。

## 登場人物
声の項はテレビアニメ版における声優。
| 山田浅ェ門 | 山田浅ェ門 | 山田浅ェ門 | 死罪人       | 死罪人 | 備考         |
| 段位       | 名前       | 氣         | 名前         | 氣     | 備考         |
| ---------- | ---------- | ---------- | ------------ | ------ | ------------ |
| 一         | 衛善       | 木         | 陸郎太       | 木     |              |
| 二         | 殊現       | 水         | -            | -      | 追加組       |
| 三         | 十禾       | 土         | 法流坊       | 土     |              |
| 四         | 士遠       | 木         | あか絹       | 火     |              |
| 五         | 仙汰       | 水         | 杠           | 土     |              |
| 六         | 羅芋       | 火         | -            | -      | 留守番       |
| 七         | 努々       | 木         | -            | -      | 留守番       |
| 八         | 源嗣       | 水         | 茂籠牧耶     | 金     |              |
| 九         | 付知       | 金         | 民谷厳鉄斎   | 火     |              |
| 十         | 典坐       | 火         | ヌルガイ     | 水     |              |
| 十一       | 期聖       | 土         | いがみの慶雲 | 金     |              |
| 十二       | 佐切       | 木         | 画眉丸       | 火     | 主人公コンビ |
| 未定       | 桐馬       | 土         | 亜左弔兵衛   | 金     | 実の兄弟     |
| 裏許し     | 威鈴       | 水         | -            | -      | 追加組       |
| 裏許し     | 清丸       | 金         | -            | -      | 追加組       |

### 主要人物
画眉丸（がびまる）
声 - 小林千晃
本作の主人公の一人。16歳。誕生日は1月8日。身長は150cm。「画眉丸」は石隠れの里の筆頭を示す屋号で、本名ではない。渾名はがらんの画眉丸で、血も涙もない「がらんどう」な人間という意。
一人称は「ワシ」。小柄な体と白髪が特徴。虚無的な性格だが、不満を根に持つ粘着気質な面もある。湯船が苦手。妻は石隠れ衆忍の長の娘・結（ゆい）。愛妻家で結を侮辱されると激怒し、他の女性には照れることも無い。氣は「火」で、火を扱う忍術に長ける。得意忍術は「火法師（ひぼうし）」。
幼少期に石隠れの里長に両親を殺され、忍者として育てられた。結と共に里を抜ける条件として請け負った任務で、仲間に裏切られ捕縛。死罪になるも、斬首しようとしても刀が折れ、火刑に科しても燃えないなど、強靭な生命力で処刑できない。派遣された佐切から、死を受容しているようで、愛する妻のために抵抗していることを指摘される。結と再会するため佐切の提案を受け入れ、仙薬探しに参加する。
山田浅ェ門 佐切（やまだあさえもん さぎり）
声 - 花守ゆみり
本作の主人公の一人。17歳。誕生日は12月16日。血液型はA型。身長は172cm。山田浅ェ門家現当主の実娘で、打ち首執行人。試一刀流十二位。一人称は「私」。
人の死を生業とする山田家に生まれた業を見極めるため、女性ながら御様御用（おためしごよう）の道を選んだ。だが女性という理由だけで一部から冷遇されてしまう。段位が低いのもそのため。様々な想いが太刀筋を鈍らせるが、迷いが消えたときの実力は他の浅ェ門達も高く評価する。彼女の気迫には画眉丸も死のイメージを見る。
当初は無表情且つ無愛想で融通が効かないが、島で画眉丸達と戦い抜くなかで自分の強さも弱さも受け入れて成長する。初恋相手は同じ山田家一門の殊現。彼のことは剣術などを含め今でも好意らしきものがあるように描かれる。氣は「木」。

### 死罪人
杠（ゆずりは）
声 - 高橋李依
自称甲斐忍者のくのいち。「傾主の杠」の異名を持つ美女。氣は「土」。
任務で潜入した鷺羽城で家臣全員を打ち倒した手練れ。身体中に傷跡があるが、自身の忍術で隠す。奔放で自己中心的な言動が多い。茂籠を実験台に使う冷酷さもあるが、生死を共にする仲間たちへの情を持ち合わせる。夭折した妹・小夜の分まで生きるという思いが、何としても生き抜く姿勢に繋がる。
監視役は仙汰。
亜左 弔兵衛（あざ ちょうべえ）
声 - 木村良平
若くして大盗賊団を作り上げた伊予の賊王。氣は「金」。
赤稿藩の武家出身。藩の改易、母の死、藩主仇討ちに参加した父の刑死など不幸が重なり盗賊へ落ちぶれた。法流坊を返り討ちにするなど死罪人でも高い戦闘能力を持ち、分析力・対応力・人心掌握に優れる。唯一の身内である弟の桐馬を何より大切に思い、監視役も桐馬が務める。
作中で花化が最も進む。
民谷 巌鉄斎（たみや がんてつさい）
声 - 稲田徹
「剣龍」「八州無双」と讃えられる剣豪。氣は「火」。
藩主に気に入られたが、「龍は切れまい」との軽口に反発し、藩主邸の門を竜の扁額ごと一刀両断して死罪となる。不老不死に興味がないが、伝説の剣豪として後世に名を遺す野望がある。島上陸直後、毒虫に左手を刺され、危険を感じ左手首を即座に切り落とす(切り落とされた手首は花に寄生される)。以後は監視役の付知に鉤状の義手を付けてもらう。
ヌルガイ
声 - 小市眞琴
まつろわぬ民・サンカ(山の民)の末裔。鍛えられた体と言動から少年に見えるが実は少女。氣は「水」。
侍を助けたことで集落の存在が発覚し、仲間は虐殺され、死罪人にされた。自分が村を滅ぼしたという自責から自棄になるが、監視役の典坐に生き抜くよう説得される。
陸郎太（ろくろうた）
声 - 田所陽向、知桐京子（幼い陸郎太）
「備前の大巨人（だいだらぼっち）」の異名を持つ大男。氣は「木」。
3m以上の異常な巨躯と画眉丸をも圧倒する怪力を持つ。知能は低く、空腹になると泣きわめいて見境なく暴れる。その結果、意図せず両親ら周囲の人間を殺めてしまい、故郷の村はそのまま滅んでしまった。暴走して監視役の衛善を殺害し、画眉丸達にとって島の化け物をもしのぐ脅威となる。画眉丸と佐切との激闘の末、死亡する。
39話で佐切はその異様な力は無意識にタオを使っていたのではないかと推測し、後に担当編集・榊原によりタオで身体が巨大化したと明かされる。精神年齢は3〜4歳。
いがみの慶雲（いがみのけいうん）
声 - 真木駿一
武器の収集癖を持つ僧兵崩れ。異名は「百本狩り」。氣は「金」。
修行中に武具の魅力に憑りつかれ、多くの寺社仏閣を破壊、武芸人から武器を強奪し死罪となる。
顔に面を付け、体のあらゆる部分に活鎧（いきよろい）と言う鎧を縫い付けている。かなり頑丈。
上陸後にライバルを減らそうと手縄をした画眉丸を襲い、返り討ちに遭い死亡する。監視役は期聖。
あか絹（ぎぬ）
「人喰い花魁」の異名をもつ美女。侍や忘八、漁師などの男性を誘惑しては殺して食べる、男性専門の殺人鬼。コミックスの地獄楽装束指南では「赫絹」という字が当てられる。人心掌握術に長けており罪人選別でもこれを使って生き残ったと思われる。
島に上陸後、監視役の士遠を誘惑しようとしたが、規律違反として処刑される。氣は「火」。
茂籠 牧耶（もろ まきや）
オネエ言葉で話す元新興宗教の教祖。異名は「ころび伴天連」。氣は「金」。
自身は全ての人間を極楽に導くという天命を持って生まれたと思っている。信者を使って倒幕を目論んだ。島にあるわけのわからない化け物たちを目にして怯える杠を見て籠絡し自害に追い込もうとするも彼女の死んだフリに騙され苦無(くない)で刺殺される、そして実験台として使い潰される。監視役は源嗣。
法流坊（ほうるぼう）
異様に長く柔らかい蛸のような手足をもつ男。氣は「土」。異名は「殺し念仏」。
多数の殺人・強盗・強姦のため死罪人となった。上陸前に弔兵衛を襲うも返り討ちに遭い死亡する。監視役は十禾。ちなみにほとんど会話も無かったとのこと。
谷尾 清吉（たにお せいきち）
数多の強盗と三十人もの人を殺害した。罪人選別で死亡し脱落する。
二木丸（にきまる）
連続放火魔。罪人選別で死亡し脱落する。
木戸 周監（きど しゅうかん）
「殺人同心」の異名を持つ。罪人選別で死亡し脱落する。
安達 又五郎（あだち またごろう)
声 - 虎島貴明
自身の快楽のためだけに女性や子供などを殺害した。罪人選別で死亡し脱落する。

### 山田浅ェ門
士遠（しおん）
声 - 小林親弘
試一刀流四位。生まれつき盲目。氣は「木」。27歳。誕生日は6月13日。
幼い頃から物質が放つ氣を読み、母と旅芸人をしていた。芸に箔をつけるため、母により両目に大きな傷をつけられた。
健常者以上の動きが可能。冷静怜悧だが、「目」「見える」に絡めた冗談が趣味で、他人が上手いことを言うと悔しがる。弟子の典坐を可愛がる。早くからヌルガイの性別も感知する。
元は「悪・即・斬」な設定であったが、話の展開上今の性格となった。その苛烈さは本編の殊現に受け継がれる。
付知（ふち）
声 - 市川蒼
試一刀流九位。巌鉄斎の担当。腰にはいつも解剖道具を下げ、島の生物も解剖して大喜びするマッドサイエンティスト。氣は「金」。
処刑された遺体の解剖が得意。解剖学に通じ、新薬開発も担当する。小柄な体を活かし、俊敏な動きで剣を振るう。背に背負う二振りの愛刀は、先が大きく反り返ったものとノコギリのようなもので解剖に向いた形。
当初は感情が乏しくサイコパスのようにふるまうが、仲間の死や死罪人との触れ合いで全員の生還を願うようになるなど、人間らしい面も見せる。
タオを感じることはできないが、桐馬と共に戦い、鬼尸解した菊花と桃花に勝利する。巌鉄斎と共に殊現に斬られ、巌鉄斎を治療し自身は命を落とす。
桐馬（とうま）
声 - 小野賢章
弔兵衛の実弟。入門1ヶ月で代行免許を与えられた天才。位は未所持。氣は「土」。
女性と見紛う美しい容貌。暴走した兄に顔を傷付けられ、鼻のあたりに傷跡がある。通常は見えないが、感情が昂ると傷跡が浮かぶ。全幅の信頼を置く兄を助けるため山田家に入門した。
巌鉄斎に剣技が付け焼き刃であること、兄に頼り過ぎであることを指摘され、頭を下げて教えを請う。その際に髪を自ら切り、「身の証明」とする。以降は兄と似た髪型になる。
仙汰（せんた）
声 - 山下大輝
試一刀流五位。杠の担当。人が良さそうな小肥りの眼鏡の男。氣は「水」。
絵を描くことが好きだったが、実家のしきたりで山田家に入門し、救いを求めて様々な宗教を研究した。蘭学・植物学などにも明るい学者肌。浅ェ門達では珍しく、フェンシングのような突きを多用した剣技で戦う。しきたりに縛られていたため、杠の奔放な言動に憧れる。ムーダンの弱点を見破り、勝利に貢献したが致命傷を負わされ、杠の腕の中で息絶える。
典坐（てんざ）
声 - 小林裕介
試一刀流十位。17歳。誕生日は7月22日。血液型はA型。身長は176cm。ヌルガイの担当。語尾に「〜っす」とつけるのが口癖の体育会系青年。氣は「火」。
街で無頼の日々を過ごし、士遠に拾われ浅ェ門門弟になった。物事を深く考えるのは苦手だが、自分に正直で明るく前向きな性格は士遠やヌルガイの癒しとなる。サンカゆえ死罪とされたヌルガイに生き抜くことを説く。彼女には「婿に来い」とプロポーズされる。士遠にヌルガイを託し、ヂュジンに殺される。初期に死亡したが、人気投票では上位に入る。
衛善（えいぜん）
声 - 古川慎
試一刀流一位。陸郎太の担当。浅エ門門弟をまとめ上げる優秀なリーダー。氣は「木」。28歳。
乳児期に病気で左目を失ったため眼帯をしている。空腹で暴れた陸郎太の異常な力を見抜けず、瞬殺される。
源嗣（げんじ）
声 - ボルケーノ太田
試一刀流八位。牧耶の担当。浅黒い肌の巨漢。氣は「水」。
厳格な佇まいの反面、女性に弱く、杠に籠絡される。佐切が浅ェ門の道を進むことをよく思わず、厳しい態度をとる。
暴走した陸郎太から佐切を庇って致命傷を負う。佐切に刀を渡し、陸郎太を斬るよう言い残し、力尽きる。
期聖（きしょう）
声 - 土岐隼一
試一刀流十一位。慶雲の担当。積極性はないが不思議と肝の座った男。氣は「土」。18歳。
慶雲が画眉丸に殺されると、任務終了として島を離れるが、船で花に寄生される。見切りと受け流しは達人の域。
十禾（じっか）
試一刀流三位。法流坊の担当。
飄々として何かとサボろうとするふざけた男に見えるが、実力と判断力は高い。氣は「土」。28歳。
法流坊が弔兵衛に殺されると、帰路を阻む海の化け物を倒して江戸に生還する。その後、殊現らとともに再び島に送り込まれる。
遊ぶ金欲しさに自身の刀を質屋に入れたので竹で出来た刀「竹光」を使用している。斬首の時もこれを使っているが、真剣同様に斬ってしまうので誰にも疑われない。本人いわく物の原理とやらが見えるようで、どこにどう力を加えればどう作用するのか、その判断能力はずば抜けている。

#### 追加組
殊現（しゅげん）
試一刀流二位。佐切の初恋相手で、今も佐切にとって憧れの存在らしい。氣は「水」。20歳。誕生日は7月26日。血液型はO型。身長は177cm。
高いカリスマ性と一流の剣術の腕前を持つ。山田家一門の仲間には情け深い反面、親を殺されているため罪人に対しては非常に残酷で独善的。尋問として、盗賊の一族を乳児含めて百名以上惨殺したこともある。
一門への強い尊敬の念と驚異的な観察力によって、憑依に近い理解力で浅ェ門達の多種多様な剣技を再現できる。さらに模倣した相手次第で自身の氣の属性を変化させることも可能。
佐切達が島へ上陸してから3日後に追加派遣される。付知・士遠から得た筋肉構造や波（=タオ）の知識を生かし、門神や下級道士の襲撃も難なく撃退する。
威鈴（いすず）
追加派遣された浅ェ門。色黒で大柄な美女。源嗣の妹。氣は「水」。17歳。
幕府の別式に推薦した殊現に深い恩を感じる。女性ながら双刃の剛剣を操り、別式（女性の指南役）を務める。
清丸（きよまる）
追加派遣された浅ェ門。若年者のため段位はないが高い才能を持つ少年。分道場の門下生。氣は「金」。12歳。
無邪気で冷酷。子供扱いをせずに毎日稽古をつけた殊現に深い恩を感じる。

#### 留守番
羅芋（ががいも）
試一刀流六位。"漆黒の死神"の異名を持つ。氣は「火」。
追加組に同伴したがっていたが病弱で戦闘力が低いと言う理由で留守を任される。
太刀筋が美しく処刑場に町娘も来るほど。
努々（つむつむ）
試一刀流七位。"厨の鎮守神″の異名を持つ。氣は「木」。
追加組に同伴したがっていたが戦闘力が低いと言う理由で留守を任される。
「ござる」が口癖。料理や裁縫などの家事が得意。容姿が良く、道場に町娘が押しかけて来るほど。

### 天仙
メイ以外の天仙は全て蓮の分身体であり、同一の容姿・声をしている。テレビアニメ版では女性体を甲斐田裕子、男性体を諏訪部順一が全て共通で担当している。
メイ
声 - 小原好美
徐福によって作り出された天仙の一人。氣は「水」。
木人達を犠牲にして仙薬（丹）を製造した蓮を諫め、制裁によって力の大半を失う。さらに、道士達の房中術相手にされたため、逃げ出し木人に拾われた。普段は幼女の姿だが、タオを消費すると元の大人の体に近づき、やがて体が樹化する。髪色はピンク。
画眉丸達の様子を見に来て捕らえられ、和解後は島や氣の事を教える。
蓮（リエン） / 普賢上帝（ふげんじょうてい）
徐福が産み出した最初の天仙の一人。天仙達のリーダー格。氣は「土」。
不老不死の仙丹をつくる外丹法の研究を続ける。外丹花の氣を押さえ込んだ弔兵衛を研究し、不老不死の丹を作り出す神獣「盤古」を完成させ、日本本土の住民を丹に変換しようと目論む。
菊花（ジュファ） / ア閦大帝（あしゅくたいてい）
桃花のペア。桃花と房中術を修める。氣は「火」。
桃花を守ることを第一に考える。気性が荒いが、外丹法研究に木人を犠牲にしていることや、そこまでしても不老不死になれないことを憂いていた。鬼尸解したときは桃花と合体し巨大な化け物となる。房中宮での決戦で倒される。
桃花（タオファ） / ラトナ大聖（らとなたいせい）
菊花のペア。菊花と房中術を修める。氣は「木」。
明るく天真爛漫に振うが、木人など生き物を丹として犠牲にしていることを深く憂う。やがて心を磨り減らし、外の人間をおびき寄せる事を発案する。房中宮での決戦で倒される。
牡丹（ムーダン） / 不空就君（ふくうじゅくん）
周天（気功法）を修める。氣は「土」。
捕らえた人間を殭屍（キョンシー）にして操る。蓬莱にたどり着いた佐切達の前に現れる。木人の首をはね飛ばし、彼らの信仰を作り物と嘲笑うが、佐切らによって倒される。
朱槿（ヂュジン） / 如イ元君（にょいげんくん）
胎息（呼吸法）を修める。よく体の性別を入れ換えることで、胎内にタオを循環させる。氣は「水」。
典坐・ヌルガイの前に現れ、典坐を殺害。その直後に画眉丸とも戦い、タオの大半を失って一時老人のような姿になる。再生後、潜入してきた士遠・ヌルガイと邂逅。何度も切りつけられて再生速度が激減したところを串刺しにされる。最後の力を振り絞り、地下水道の神獣盤古へ辿り着き、一体化して巨大な花の姿となる。
蘭（ラン） / 准胝帝君（じゅんでいていくん）
導引（体操法）を修める。そのためかよくヨガのようなポーズを取る。氣は「水」。
蓮を兄上、メイを姉上と呼ぶ。無機物を操ることが得意。島の建物・石像の改修を担う。その力で蓬莱の建物を移動させ、煉丹宮の位置を偽装する。導引宮で画眉丸と杠に倒される。
9巻のおまけでは世話好きな一面が描かれる。
桂花（グイファ） / 文殊公々（もんじゅこうこう）
守一（瞑想法）を修める。氣は「金」。
淡々とした性格。いつも本などで顔を隠す（メイいわく、人見知りのため）。常に雌雄同体で氣を循環させる。
敵意を見せず、侵入を謝罪し島を出るという佐切を見逃す。

### 石隠れ衆の里
里長
声 - 麦人
石隠れ衆忍を支配する男。画眉丸の義父。
禿頭の小柄な老人。不死と噂される。残忍な性格で、里を抜けたいと申し出た画眉丸を罠にはめる。
結（ゆい）
声 - 能登麻美子
石隠れ衆の里長の娘。画眉丸の愛妻。心優しく朗らかな女性。画眉丸にとって生きる意味そのものの存在。
美しくうねりのある金髪が特徴的。父親により顔の右半面に火傷を負わされた。冷酷な父親とは対照的に、画眉丸に人としての温かい心と暮らしを教え、彼が里を抜けるきっかけとなる。
杠は術による幻想ではないかと疑うが、画眉丸は彼女の存在を感じる。後の描写で夫婦の仲むつまじい生活が明かされ、実在が確定する。
シジャ（次代画眉丸）
次代『画眉丸』として選ばれた忍。当代画眉丸（主人公）の修行仲間。年齢性別不明。氣は「水」。
幼い頃から主人公を崇拝し、彼を貶める者は影で惨殺していた。短気で野菜が嫌い。特技・趣味共に生皮剥ぎ。
当代画眉丸を連れ戻したいと考え、彼を殺す使命を受けた今は「殺されてもいい、殺したい」と歪んでいるが深い愛情を持つ。
雲霧（くもきり）
画眉丸の修行仲間で元部下の青年。氣は「金」。
左目の白目部分が黒いのが特徴。島に向かう船中で清丸に忠誠を問われ、その証しとして「とおりゃんせ」を歌いながらあっさり自害する。かなりの実力者で冷静に物事を判断する。色んな忍術を使えるが極めてはおらず、シジャに器用貧乏と言われる。
金閣坊（きんかくぼう）
顔に花の墨が入ってる上忍の大男。画眉丸達の後輩。氣は「火」。
画眉丸が称賛する程の変化の術の達人。
銀閣坊（ぎんかくぼう）
人語が話せずうめき声のような声でしゃべる坊主頭の忍び。氣は「木」。
金閣坊と同じく変化の術の達人。唾液は猛毒で口にすれば苦しまずに死ぬ事ができる。
青刑部（あおぎょうぶ）
石隠れの忍。シジャや雲霧と同等の実力者。作中ではすでに故人。
烏天狗（からすてんぐ）
石隠れの忍。シジャや雲霧と同等の実力者。作中ではすでに故人。
煤引丸（すすびきまる)
石隠れの忍。
百目（ひゃくめ）
石隠れの忍。
禿鷹（はげたか）
石隠れの下忍。得意忍術は「身毒丸」。有毒生物を操り、自身の身体や服に忍び込ませる忍法。
野衾（のぶすま）
石隠れの下忍。鋭い爪が武器。

### その他の登場人物

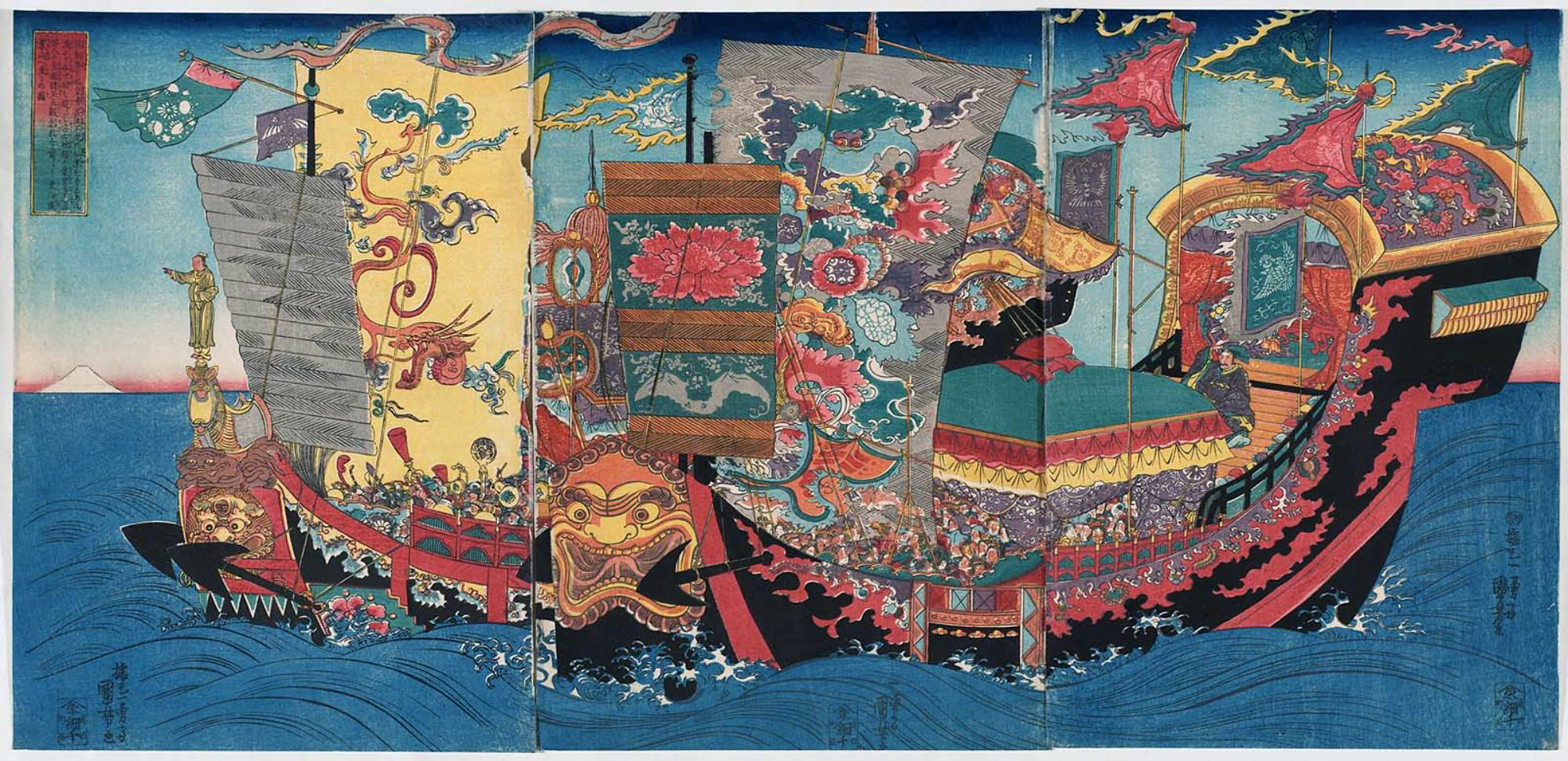
不死の妙薬を求めて航海に出る徐福（歌川国芳画）

徳川 斉慶（とくがわ なりよし）
声 - 茶風林
この世界の江戸幕府第11代征夷大将軍。存否も不明な仙薬を探させたり、罪人を殺し合わせて喜ぶなど驕慢な人物。
木人（ほうこ）
声 - チョー
一般島民最後の生き残り。木でできた化物のような姿だが、元は人間の姿をしていた。
穏やかな人柄。画眉丸一行には敵意も好意もないが、天仙に殺されるだろうと憐み、メイに危害を加えないことを条件に食事・休憩場所・情報を提供する。幼くして樹化した娘と同じ年頃の姿をしていたメイを保護し、彼女も父親として慕う。
青木（あおき）
声 - 若林佑
江戸幕府に仕える老中。右目に縦の傷がある。征夷大将軍である斉慶を少々バカ殿だと思っている。
徐福（シューフゥ / じょふく）
不老不死を研究する伝説の方士。天仙達は宗師と呼ぶ。
秦の始皇帝に仕え、不老不死の仙薬を得るため多くの人々を連れて海をわたり、日本で消息を絶ったとされる。メイによればこの島を作り上げた。
タオを直接改造する術にたどり着き、生物同士のタオを掛け合わせ分解し継ぎ直し、不死を目指した。その課程で天仙をはじめ、島に住む生物たちを作り出した。

## 用語

五行相生・相剋の図

山田浅ェ門（やまだあさえもん）
斬首と試し切りを生業とする一門。当主が名乗る名で、家名でもある。当代当主は吉次。流派は試(ためし)一刀流。モデルは山田浅右衛門。
位は実力のほか、次代当主としての適性で決まり、非世襲制。幕府から浪人扱いされ、公職でないので決まった俸禄はない。副業として刀剣鑑定、死体売買、死体を材料とした製薬なども行い、大きな収入を得る。
石隠れ衆（いわがくれしゅう）
伊州(伊賀)の忍び里のひとつ。
里長は不死とされる。男は幼い頃から忍術を叩き込まれ、その過程で多くの者が死んでいく。生き残り忍者となった者は、「群体」として里のために命を尽くすよう仕向けられる。女はひたすら子どもを産まされる。
御免状（ごめんじょう）
死罪を免除される公文書。死罪人が担当の浅ェ門と共に帰還し、仙薬を引き渡すことで付与される。
氣（タオ）
この世の万物に内在する力。生命とも言える。
生物は勿論、建物や大気のような無機物にも存在する。天仙たちは千年間タオを操る修行を続けていた。タオには五つの属性があり、五行相克に沿った相性がある。
生まれつき盲目の士遠はタオを波動として感知しており、画眉丸や杠の忍術はタオを利用していると示唆される。佐切も画眉丸や陸郎太の発するタオを多少感知する。
なお、杠の故郷では「氣（き）」と呼んでいたため、「タオ」にはこの字を当てている。
天仙（てんせん）
植物と徐福の気を掛け合わせて生み出された人造人間。
雌雄同体ゆえ一人で陰陽によりタオを増強できる。本来生物が生命活動や時間によって失うタオを1000年間鍛練し続ける。負傷してもすぐ回復し、老いずにいつまでも若々しく美しいが、丹によるタオの補給があってこそで、真の不老不死ではない。いつまで続くか分からない日々に内心飽いた者もいる。
人型の時はヘソの下(丹田)が弱点。「鬼尸解」すると植物と人が混ざったような化物になり、攻撃力も上がるが、タオを大量消費する。鬼尸解の姿では植物の胚殊にあたる部分が弱点で、ここを破壊され再生を止められると死に至る。
相克のタオなら一撃、相克でなくとも貫いたままにしておくなどすれば倒せる。
島（こたく）
琉球付近の南海に存在し、海岸線から島の中心部までは30㎞以上あると思われる大きな島。天仙や画眉丸達は単に「島」、住民である木人は「こたく」と呼ぶ。
様々な花が咲き乱れ、蝶が舞い、夢のように美しい神仙郷に見えるが、知識のある者からみれば人工的な不気味さを感じる。蝶は人の顔に似た頭部が付き、これに刺されると花に寄生され、燐粉には幻覚作用や毒がある。
幕府は調査団を5回送るも、戻ってきた者は花に寄生される病になるか、全身がバラバラにされて花の苗床のような状態になり、60人が消息不明となった。時の将軍・斉慶はこの不思議を見て「仙薬があるに違いない」と決めつけた。
島の形状は不明だが、同心円状の3エリアからなり、外側から門神や毒虫のいる瀛州（えいしゅう）木人や竈神がすまう方丈（ほうじょう)、天仙達が住まう蓬萊がある。1度島に上陸すると海流や海に潜む海神と呼ばれる化物に阻まれ脱出は難しい。
蓮によれば島は不死の命を作り出し観察するために徐福が作り上げた研究室・実験場であるという。
木人（ほうこ、種族としての木人）
島の「方丈」と呼ばれるエリアに住んでいた一般島民。不死者の生活を観察するために生み出された天仙の試作品。
人と同じ姿で再生力は高く、寿命も長い。次第に樹化して死ぬ。年齢に関係なく、幼くして樹化する場合もある。それぞれ個別名があるかは不明。
天仙を神と崇め、死後の魂は天仙のすまう蓬莱へ行くと考える。樹化が進むと蓬莱の手前に座して念仏を唱えながら死を待つ。この独特の信仰は天仙たちから植え付けられた。
蓮によって丹製造の犠牲にされたこともあり、修業開始から200年後には村が崩壊した。画眉丸らの上陸時点では、メイを保護した木人だけが生き残っていた。
丹（たん）
仙薬。木人・人間に外丹花(ワイタンファ)を寄生させ、タオを抽出して作る。
タオは通常の生命活動でも日々消費されるため、天仙たちはこれを飲んでタオを補う。普通の人間が口にすれば花化する。特に人間の持つタオからは上質な丹が得られる。
道士（どうし）
天仙達の弟子。メイを連れ戻しに来た道士によると、性別は男のみ。
人間と別の生物を掛け合わせたような奇怪な姿だが、竈神達とは違い人間サイズで知性もある。天仙達にタオを学び、修行の手伝いや身の回りの世話、島の警備や雑事を行う。階級があり、上から神仙→上仙→地仙→道士となっている。
門神（もんしん）
島の外縁部を守る化物。目から掌が生え、舌の長い巨大な生物。
二足歩行・四足走行ができる。錫杖のようなものが体に取り付けられている。「馬笛」という特殊な笛で操る。
竈神（そうしん）
人に似た形のもの、魚・虫と人が融合したようなものなど、色々な形がある奇妙で醜怪な化物たち。
仙汰は「できそこないの神様」と表現する。数珠・錫杖を持ち、「殺しは罪です」などの戒めを喋り続け、逆らった者を攻撃する。島の中域を徘徊する。
元は長寿ゆえ命の概念が薄い木人達への道徳教育用に作られた生物だった。
海神（かいしん）
島の周りの海域に巣くう化物。島からの脱出を阻む。
十禾はこれを倒して江戸に帰還する。

## スピンオフ
じごくらく 〜最強の抜け忍 がまんの画眉丸〜
おおはしによる本作のスピンオフ。本編の内容をなぞったギャグ漫画。『J+』2020年1月20日より6月29日まで連載。
本編の登場人物がスーパーデフォルメされて描かれる。

## テーマ・作風
鎖国体制下の日本とその近海が舞台だが、英語などの外来語がセリフに使われることがある。これについて、賀来は「読者にとって漫画はラーメン待っている間の暇つぶし」という考えのもと、気軽に読めるようにするためだとしている。
エピソード全体の流れ→印象的なシーン→キャラクターに言ってほしいセリフ、の順でネームが作られていた。“気持ち良さ”に繋がるとして、フィクションの中にリアルな要素が「ほんのちょこっと」入れられている。賀来は、人間同士が出会うことで変わらざるをえない部分を描きたいとしていた。また、自分がまず楽しむことで、読者も感化されて楽しんでもらえるのではないかと述べていた。
読者から「残酷だ」と言われることもあった。賀来は『北斗の拳』・『覚悟のススメ』・『グラップラー刃牙』・『ベルセルク』・『寄生獣』などの影響で、「熱い話を描こうとすると血みどろになっちゃうというのは普通」と感じているという。また本作の連載準備中、親戚の殺陣師から殺陣のレクチャーを受け、「基本的に刀は、一度抜いたからにはどちらかが死なない限り絶対に納めることはない」ということを学んだ。そのとき、刀を扱うからには残酷な描写は避けられないと思ったという。

## 制作背景
初代担当編集の林士平によると、賀来は『ファイアパンチ』を連載していた藤本タツキの元アシスタントであり、『地獄楽』と『ファイアパンチ』のアシスタントは8割ほど被っていた。また、本作はおそらく『ファイアパンチ』の影響を受けており、賀来が藤本の職場に入らなければ『地獄楽』は生まれなかったのではないかと振り返っている。
賀来によると、過去作『FANTASMA』では他人に向けて描き続けていたが人気が出なかった。そこで自分の好きなほうに振ってみたらどうなるだろうと『地獄楽』を連載したという。
処刑人と死罪人が閉鎖空間にいるという所から物語が構想された。しかし、設定説明だけの漫画になりそうだったため、キャラクターを作ってから改めてストーリーとすり合わせられた。
本作連載前、編集者から絵に課題点があると指摘されたため、賀来は『首斬り朝』など小池一夫の劇画作品を研究し、特に連載初期は劇画タッチを意識して描いていた。また、他作品と差をつけるために、バンド・デシネ（フランスなどの漫画）を参考のひとつにした。
数多くの『J+』作品の中で埋没しないよう、強烈なシーンと登場人物によって求心力を付けた。そのために当初は無駄な間を削り、キャラクターに変化をもたらす展開を多用した。また、登場人物の言動は、賀来が彼らに問いかけてその答えを反映させるイメージで描いているという。

## 社会的評価
2024年12月時点でシリーズ累計発行部数は650万部を突破している。
2020年7月に『猫田びより』を抜いて以降、『J+』で最も総閲覧数の多い作品となった。
単行本は新刊が出るたびに即重版出来となり、2018年8月には『J+』人気No.1作品とされた。2019年には、「集英社PUSH3作品」に『週刊少年ジャンプ』作品の『呪術廻戦』・『アクタージュ act-age』と並び選出された。同年11月には『SPY×FAMILY』に人気No.1を譲ったものの、依然として『J+』の看板作品として扱われていた。
日本出版販売によると、読者層は男女に偏りなく高い人気を集めた。また、『呪術廻戦』・『鬼滅の刃』・『約束のネバーランド』など、「ダークな世界観の作品」と併読されていたという。

### 受賞歴
| 受賞年 | セレモニー                               | 部門・賞               | 受賞対象 | 備考・出典     |
| ------ | ---------------------------------------- | ---------------------- | -------- | -------------- |
| 2018年 | 次にくるマンガ大賞2018                   | ウェブマンガ部門・11位 | 地獄楽   | 16,510ポイント |
| 2018年 | 第2回マンガ新聞大賞                      | ノミネート・3位        | 地獄楽   | [ 24 ]         |
| 2019年 | 第14回全国書店員が選んだおすすめコミック | 4位                    | 地獄楽   | [ 3 ]          |

## 書誌情報

### 漫画
- 賀来ゆうじ 『地獄楽』 集英社〈ジャンプ・コミックス〉、全13巻
  1. 2018年4月4日発売[25]、ISBN 978-4-08-881471-1
  2. 2018年6月4日発売[26]、ISBN 978-4-08-881502-2
  3. 2018年8月3日発売[27]、ISBN 978-4-08-881546-6
  4. 2018年11月2日発売[28]、ISBN 978-4-08-881601-2
  5. 2019年3月4日発売[29]、ISBN 978-4-08-881697-5
  6. 2019年6月4日発売[30]、ISBN 978-4-08-881803-0
  7. 2019年9月4日発売[31]、ISBN 978-4-08-882056-9
  8. 2019年12月4日発売[32]、ISBN 978-4-08-882148-1
  9. 2020年3月4日発売[33]、ISBN 978-4-08-882230-3
  10. 2020年6月4日発売[34]、ISBN 978-4-08-882338-6
  11. 2020年9月4日発売[35]、ISBN 978-4-08-882407-9
  12. 2020年12月4日発売[36]、ISBN 978-4-08-882523-6
  13. 2021年4月30日発売[37]、ISBN 978-4-08-882583-0
- 賀来ゆうじ（原作） / おおはし（作画） 『じごくらく 〜最強の抜け忍 がまんの画眉丸〜』 集英社〈ジャンプ・コミックス〉、2020年9月4日発売、ISBN 978-4-08-882408-6

### 小説
- 賀来ゆうじ（原作） /  菱川さかく（著者）『地獄楽』集英社〈ジャンプ ジェイ ブックス〉
  - 「うたかたの夢」2019年9月4日発売[38]、ISBN 978-4-08-703484-4
  - 「波間の追憶」2023年4月4日発売[39]、ISBN 978-4-08-703534-6

### ファンブック
- 賀来ゆうじ 『地獄楽 解体新書』集英社〈ジャンプ・コミックス〉、2021年4月30日発売[40]、ISBN 978-4-08-882680-6

## テレビアニメ
2023年4月から7月までテレビ東京系列ほかにて第一期が放送された。ナレーションは乃村健次。
第一期放送終了後に第二期の制作が発表された。2026年1月より放送予定。

### 評価
クランチロール・アニメアワード2024において、最優秀新シリーズ賞、最優秀キャラクターデザイン賞、最優秀美術賞、最優秀ファンタジー作品賞、最優秀アニソン賞、最優秀オープニング賞にノミネートされた。

### スタッフ
- 原作 - 賀来ゆうじ[5]
- 監督 - 牧田佳織[5]
- シリーズ構成・脚本 - 金田一明[5]
- キャラクターデザイン - 久木晃嗣[5]
- プロップデザイン - 池田智志、合田麻美
- クリーチャーデザイン - 新妻大輔
- キーアニメーター - 𠮷田正幸
- エフェクト作監 - 高野徹
- アクション作監 - 岩瀧智
- 美術チーム - e-カエサル
- 色彩設計 - 末永絢子
- CGIプロデューサー - 淡輪雄介
- 3DCGディレクター - 福西未来
- 撮影監督 - 朴孝圭
- 編集 - 武宮むつみ
- 音楽 - 出羽良彰[5]
- 音響監督 - えびなやすのり[5]
- 音楽プロデューサー - 舩橋宗寛
- 音楽制作 - フジパシフィックミュージック
- プロデューサー - 石井希
- アニメーションプロデューサー - 川越恒
- 制作 - MAPPA[5]
- 製作 - ツインエンジン[5]

### 主題歌
「W●RK」
millennium parade × 椎名林檎による第一期のオープニングテーマ。作詞は椎名林檎、常田大希、作曲は常田大希。
「紙一重」
Uruによる第一期のエンディングテーマ。作詞・作曲はUru、編曲はトオミヨウ。

### 各話リスト
| 第1話  | 死罪人と執行人 | 牧田佳織        | 牧田佳織          | 合田麻美 有間涼太 瀧澤茉夕 石井ゆみこ 小島えり 二宮奈那子 北村晋哉 吉崎雅博 丸山翔子 陳韋寧 鍵山亜子 𠮷田正幸 光の園 STUSIO MASSKET | 久木晃嗣                     | 2023年 4月1日 |
| 第2話  | 選別と選択     | 赤根和樹        | 下司泰弘          | 邱明哲 松井理和子 合田麻美 小野和寛 本多みゆき 惠健人 黒岩裕美 松岡秀明 岸香織 野崎真一 川合正剛 竹本未希 井中麻仁 須佐祥智 山名めぐみ 川崎美穂 金到暎 守重蛍 谷口円来 小暮梨奈 立野杏奈 STUSIO MASSKET 光の園 Radplus | 久木晃嗣 有間涼太            | 4月8日        |
| 第3話  | 弱さと強さ     | 二宮壮史        | 山田加余仲        | 野崎真一 見嶋梨香 合田麻美 北村晋哉 池田智志 宮地聡子 岸香織 王維慶 吉田肇 早川加寿子 鍵山亜子 亀谷響子 あおきまほ 藤田正幸 邱明哲 𠮷田正幸 光の園 Radplus STUSIO MASSKET | 久木晃嗣 有間涼太            | 4月15日       |
| 第4話  | 地獄と極楽     | 若野哲也        | 若野哲也          | 邱明哲 松井理和子 野崎真一 横手雅子 小林明美 黒岩裕美 吉備団子14号 鍵山亜子 宮地聡子 石井ゆみこ 若野哲也 光の園 STUSIO MASSKET | 久木晃嗣 有間涼太 だっとくん | 4月22日       |
| 第5話  | 侍と女         | 宮繁之          | 渡部周            | 野間聡司 横手雅子 岸香織 池田智志 王維慶 合田麻美 亀谷響子 吉備団子14号 野崎真一 北村晋哉 早川加寿子 安藤暢啓 松井理和子 光の園 | 久木晃嗣 有間涼太            | 4月29日       |
| 第6話  | 心と理         | 下司泰弘        | 下司泰弘          | 石井ゆみこ 亀谷響子 吉備団子14号 邱明哲 黒岩裕美 後藤有宏 松井理和子 慧敏 明光 馮含露 STUSIO MASSKET | 久木晃嗣 有間涼太            | 5月6日        |
| 第7話  | 花と贄         | 吉田りさこ      | 新谷研人          | 池田智志 王維慶 加藤久美子 亀谷響子 北村晋哉 野間聡司 吉田肇 惠健人 野崎真一 明光 慧敏 馮含露 Radplus | 久木晃嗣 有間涼太            | 5月13日       |
| 第8話  | 弟子と師       | 牧田佳織        | 山田史人          | 小島えり 加藤久美子 吉崎雅博 丸山翔子 早川加寿子 杉野信子 星野守 泉坂つかさ 中熊太一 鍵山亜子 りお 本多みゆき 岸香織 北村晋哉 池田智志 惠健人 光の園 Radplus Dogwood STUSIO CAT | 久木晃嗣 有間涼太            | 5月20日       |
| 第9話  | 神と人         | 宍戸淳          | 山本隆太          | 邱明哲 後藤有宏 あおきまほ 石井ゆみこ 吉備団子14号 亀谷響子 松井理和子 藤田正幸 黒岩裕美 光の園 STUSIO CAT | 久木晃嗣 有間涼太            | 6月3日        |
| 第10話 | 陰と陽         | 若野哲也        | 久保太郎 西畑佑紀 | 宮地聡子 王維慶 野間聡司 惠健人 中熊太一 合田麻美 北村晋哉 池田智志 明光 慧敏 馮含露 Radplus 無錫月霊動画 ENGI STUDIO CAT | 久木晃嗣 有間涼太            | 6月10日       |
| 第11話 | 弱イと強イ     | 宮繁之          | 下司泰弘          | 黒岩裕美 石井ゆみこ 松井理和子 邱明哲 吉備団子14号 後藤有宏 亀谷響子 鍵山亜子 野崎真一 池田智志 星野真澄 齊田恵瑠 谢雨朦 王佳涵 | 久木晃嗣 有間涼太            | 6月17日       |
| 第12話 | 傘と墨         | 宍戸淳          | 大峰輝之          | 王維慶 北村晋哉 合田麻美 五月麻帆 朱世杰 簾畑由実 中熊太一 野間聡司 早川加寿子 宮地聡子 惠健人 山下芳紀理 明光 KKbattery 楊小花 Bak 蒸気鶏 ENGI 符世銘 | 久木晃嗣 有間涼太            | 6月24日       |
| 第13話 | 夢と現         | 宍戸淳 大峰輝之 | 牧田佳織 下司泰弘 | 𠮷田正幸 見嶋梨香 黒岩裕美 石井ゆみこ 松井理和子 邱明哲 吉備団子14号 後藤有宏 山本正文 亀谷響子 岸香織 有間涼太 星野真澄 早川加寿子 田中春香 豊田桂祐 合田麻美 池田智志 北村晋哉 宮地聡子 中熊太一 高野徹 王維慶 朱世杰 鍵山亜子 大峰輝之 簾畑由美 五月麻帆 金子昌司 齊田恵瑠 山下芳紀理 野間聡司 惠健人 無錫月霊動画 無錫市淏明動漫 光の園 ENGI | 久木晃嗣 有間涼太            | 7月1日        |

### 放送局
| 放送期間                | 放送時間                     | 放送局              | 対象地域                                                    | 備考                                 |
| ----------------------- | ---------------------------- | ------------------- | ----------------------------------------------------------- | ------------------------------------ |
| 2023年4月1日 - 7月1日   | 土曜 23:00 - 23:30           | テレビ東京系列全6局 | 北海道・関東広域圏・愛知県・ 大阪府・岡山県・香川県・福岡県 | 字幕放送                             |
| 2023年4月4日 - 7月4日   | 火曜 21:00 - 21:30           | AT-X                | 日本全域                                                    | 字幕放送 / CS放送 / リピート放送あり |
| 2023年4月14日 -         | 金曜 0:05 - 0:35（木曜深夜） | テレビ和歌山        | 和歌山県                                                    |                                      |
| 2023年4月19日 - 7月12日 | 水曜 1:00 - 1:30（火曜深夜） | 東北放送            | 宮城県                                                      | 『寝られなアニメ』枠                 |
| 2023年4月21日 - 7月14日 | 金曜 1:28 - 1:58（木曜深夜） | テレビユー福島      | 福島県                                                      |                                      |
| 2023年6月3日 -          | 土曜 19:30 - 20:00           | アニマックス        | 日本全域                                                    | BS/CS放送                            |
| 2023年6月19日 -         | 月曜 1:30 - 2:00（日曜深夜） | びわ湖放送          | 滋賀県                                                      |                                      |
| 2023年6月27日 -         | 火曜 1:35 - 2:05（月曜深夜） | 青森テレビ          | 青森県                                                      |                                      |

| 配信開始日   | 配信時間                   | 配信サイト                                   |
| ------------ | -------------------------- | -------------------------------------------- |
| 2023年4月2日 | 日曜 0:00（土曜深夜） 更新 | Amazon Prime Video Netflix ひかりTV / Lemino |

### BD / DVD
| 巻 | 発売日         | 収録話         | 規格品番   | 規格品番   |
| 巻 | 発売日         | 収録話         | BD         | DVD        |
| -- | -------------- | -------------- | ---------- | ---------- |
| 上 | 2023年10月4日  | 第1話 - 第6話  | VPXY-72043 | VPBY-14199 |
| 下 | 2023年10月25日 | 第7話 - 第13話 | VPXY-72044 | VPBY-14200 |

### Webラジオ
WEBラジオ『TVアニメ地獄楽「神仙郷放送局」』が音泉にて、2023年4月21日から6月30日まで毎週金曜に配信された。パーソナリティは画眉丸役の小林千晃と山田浅ェ門佐切役の花守ゆみりが毎回交代制で担当した。
| テレビ東京系列 土曜 23:00 - 23:30          | テレビ東京系列 土曜 23:00 - 23:30          | テレビ東京系列 土曜 23:00 - 23:30                    |
| 前番組                                     | 番組名                                     | 次番組                                               |
| ------------------------------------------ | ------------------------------------------ | ---------------------------------------------------- |
| TRIGUN STAMPEDE （2023年1月7日 - 3月25日） | 地獄楽（第一期） （2023年4月1日 - 7月1日） | BLEACH 千年血戦篇-訣別譚- （2023年7月8日 - 9月30日） |

## 舞台

### 地獄楽（2023年）
舞台『地獄楽』が、2023年2月16日から26日までヒューリックホール東京にて上演された。

#### キャスト（舞台）
- 画眉丸 - 木津つばさ
- 山田浅ェ門 佐切 - 白本彩奈
- 亜左 弔兵衛 - 松島勇之介
- 山田浅ェ門 桐馬 - 田淵累生
- 杠 - 太田夢莉
- 山田浅ェ門 士遠 - 中村太郎
- 山田浅ェ門 典坐 - 飯山裕太
- ヌルガイ - 吉浜あずさ
- 民谷 巌鉄斎 - 郷本直也
- 山田浅ェ門 付知 - 宮崎湧
- 山田浅ェ門 仙汰 - 森さとる
- メイ(Wキャスト) - 澤田理央、高乘蒼葉
- 天仙 - 高橋健介

アンサンブル
- 小林聖尚
- 片伯部浩正
- 兵藤結也
- 湊竜也
- 藤原儀輝
- 保野優奈
- 渡部加奈
- 柳原華奈
- 市川絵美

#### スタッフ（舞台）
- 原作 - 『地獄楽』賀来ゆうじ（集英社 ジャンプ コミックス刊）
- 演出 - 加古臨王
- 脚本 - Spacenoid Writers’ Room（月森葵、野ノ栖千晶、会沢青）
- 制作 - Office ENDLESS
- 主催 - エイベックス・ピクチャーズ

### 終の章（2024年）
舞台『地獄楽-終の章-』が、2024年2月15日から18日までシアター1010、2月23日から25日までCOOL JAPAN PARK OSAKA TTホールで上演。

#### キャスト（2024年）
- 画眉丸 - 木津つばさ[56]
- 山田浅ェ門佐切 - 白本彩奈[56]
- 亜左 弔兵衛 - 佐奈宏紀[56]
- 山田浅ェ門桐馬 - 田淵累生[56]
- 杠 - 太田夢莉[56]
- 山田浅ェ門士遠 - 中村太郎[56]
- ヌルガイ - 吉浜あずさ[56]
- 民谷 巌鉄斎 - 郷本直也[56]
- 山田浅ェ門付知 - 宮崎湧[56]
- 山田浅ェ門殊現 - 小南光司[56]
- 山田浅ェ門十禾 - 松田岳[56]
- シジャ - 櫻井圭登[56]
- メイ(Wキャスト) - 澤田理央、高乘蒼葉[56]
- 天仙 - 佐々木喜英、立道梨緒奈[56]

アンサンブル
- 片伯部浩正[56]、藤原儀輝[56]、小林聖尚[56]、福島悠介[56]、小川丈瑠[56]、柳原華奈[56]、市川絵美[56]、岡本真友[56]、山田美貴[56]、中込萌[56]、中野紗耶可[56]

#### スタッフ（2024年）
- 原作 - 『地獄楽』賀来ゆうじ（集英社 ジャンプ コミックス刊）[56]
- 演出 - 加古臨王[56]
- 脚本 - Spacenoid Writers’ Room（月森葵、野ノ栖千晶、会沢青）[56]
- 音楽 - 佐々木久夫（SeanNorth）[57]
- 美術 - 乘峯雅寛[57]
- 技術監督 - 寅川英司[57]
- 舞台監督 - 田中翼、佐光望[57]
- 照明 - 大波多秀起[57]
- 音響 - 前田規寛[57]
- 映像 - O-beron inc.[57]
- 衣裳 - 雲出三緒[57]
- ヘアメイク - 木村美和子（do:t）[57]
- 小道具 - 黒瀬有美、翁長聖菜[57]
- アクション - 船木政秀[57]
- 演出助手 - 野田麻衣、齋藤有里[57]
- 振付 - 富田彩[57]
- 宣伝美術 - 五島英一[57]
- 制作 - Office ENDLESS[57]
- 主催 - エイベックス・ピクチャーズ[57]